# Họa mi
Garrulax canorus là một loài chim trong họ Leiothrichidae. Tên gọi họa mi nghĩa là "được vẽ lên mi mắt" để chỉ quầng lông sáng màu quanh mắt đặc trưng của loài.

## Phân bố và môi trường sống
Phân loài đề cử G. c. canorus phân bố trên khắp đông nam và miền trung Trung Quốc, Lào, miền bắc và miền trung Việt Nam. Phân loài L. c. owstoni được tìm thấy trên đảo Hải Nam.
G. c. canorus đã được du nhập đến Đài Loan, Singapore, Nhật Bản và Hawaii. Tại quần đảo Hawaii nó đã được giới thiệu vào đầu thế kỷ XX và bây giờ xảy ra ở cả rừng tự nhiên và môi trường sống nhân tạo. Loài này phổ biến trên đảo Kauai, Maui và đảo Hawaii nhưng kém hơn về Oahu và Molokai.
Chúng sinh sống ở vùng cây bụi, rừng mở, rừng thứ sinh, vườn và công viên lên đến độ cao 1800 mét so với mực nước biển. Họa mi phổ biến ở nhiều phạm vi của nó và không được coi là một loài bị đe dọa.

## Hình ảnh

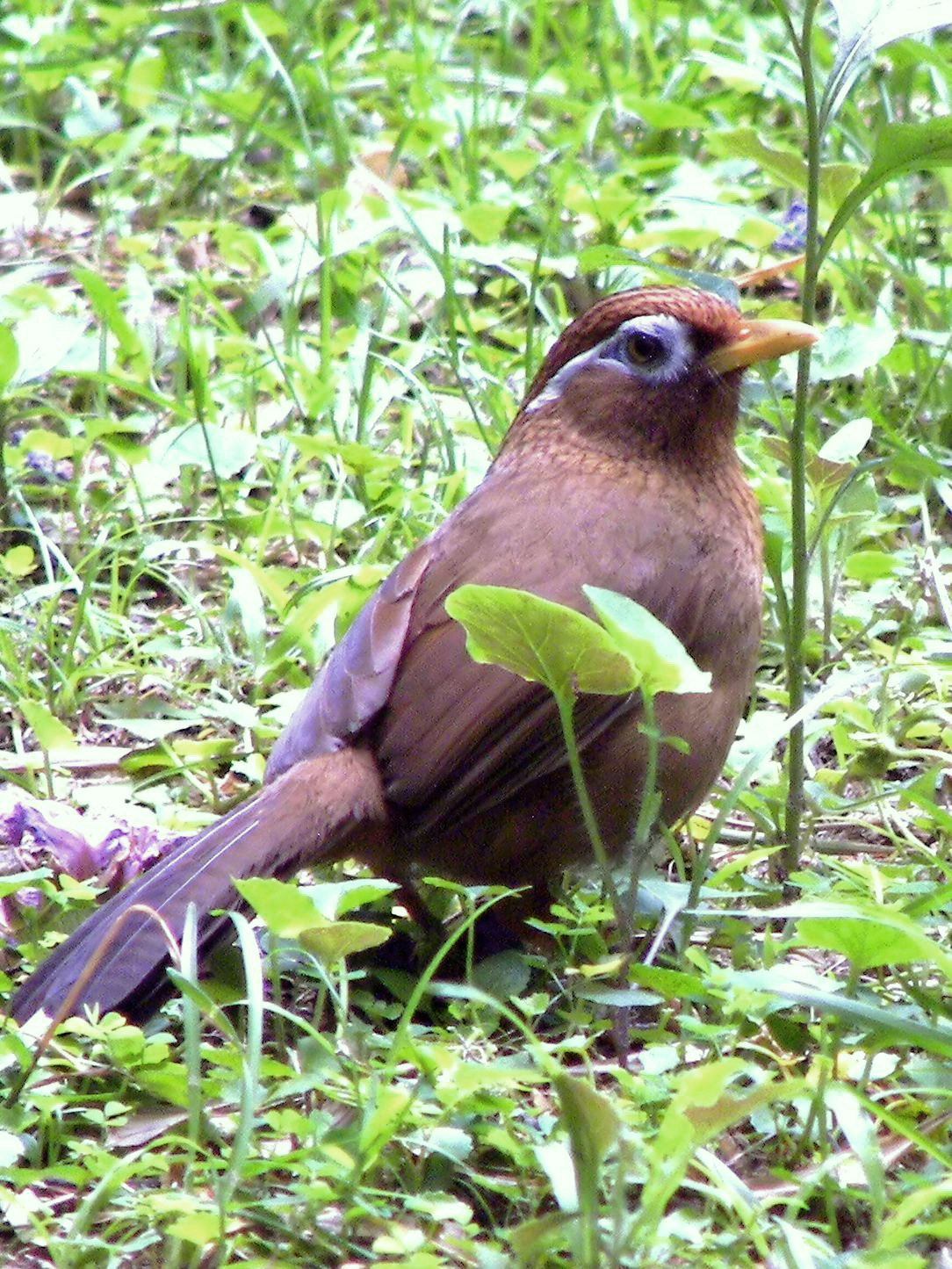
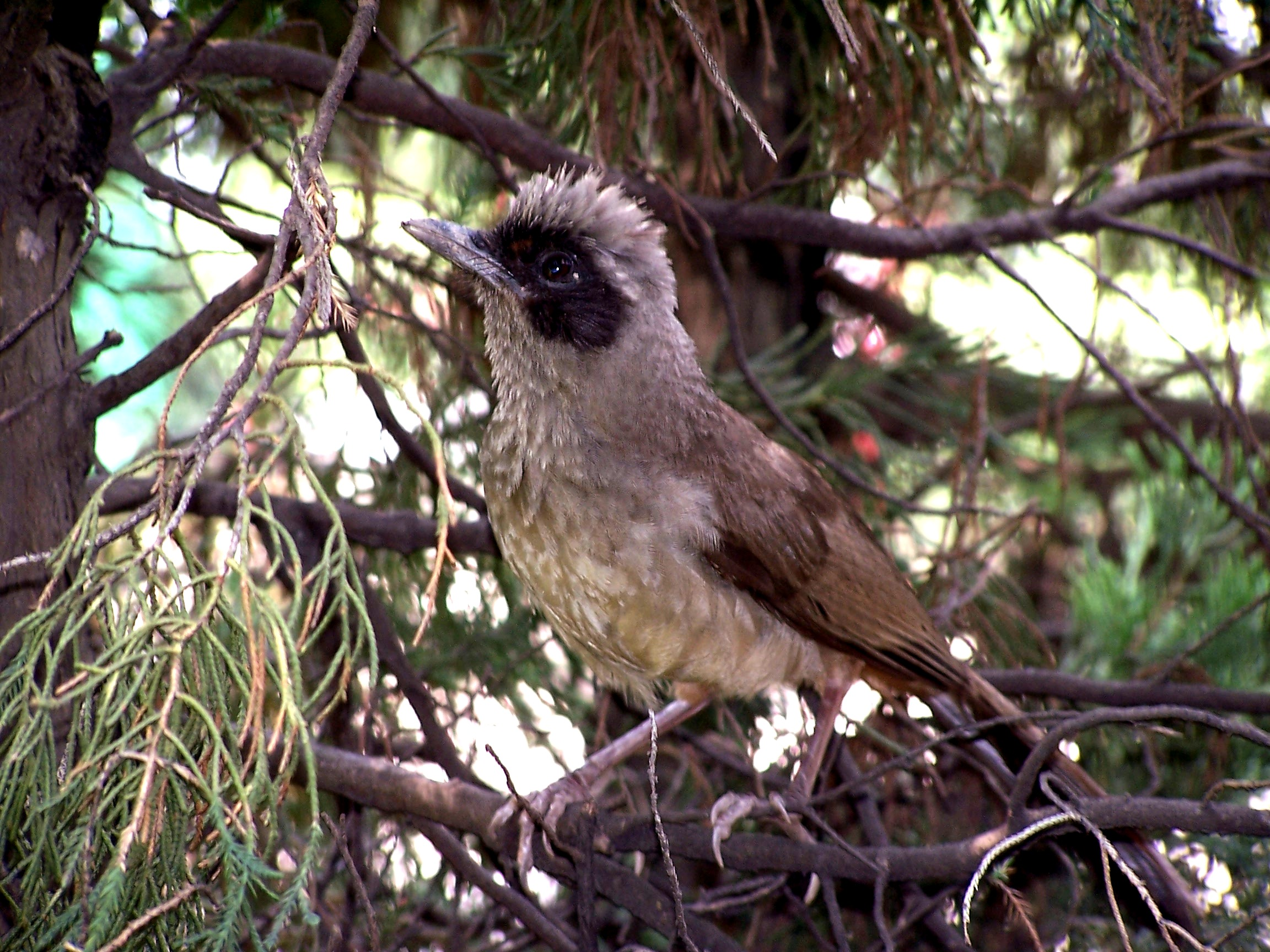
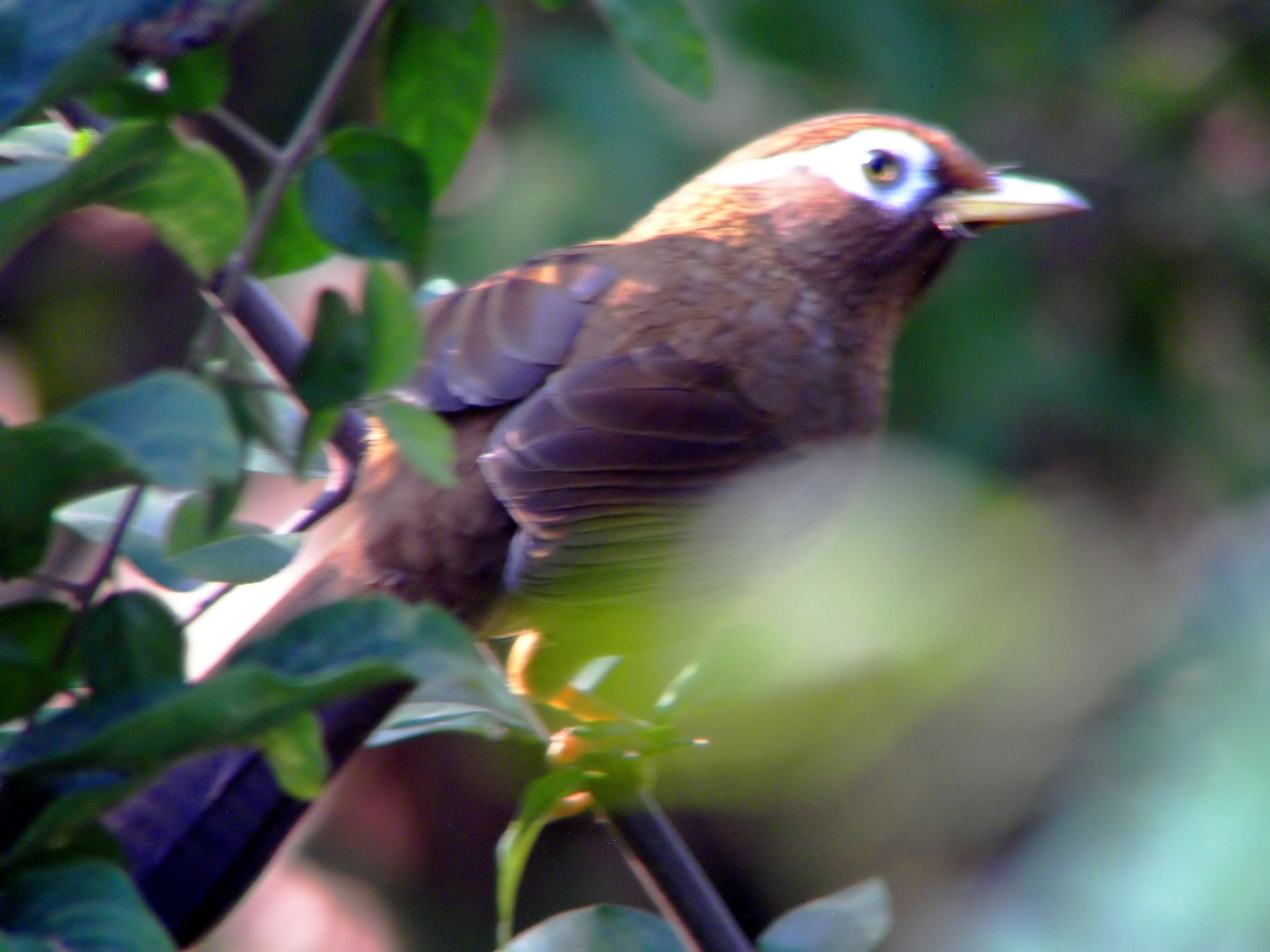

## Tham khảo

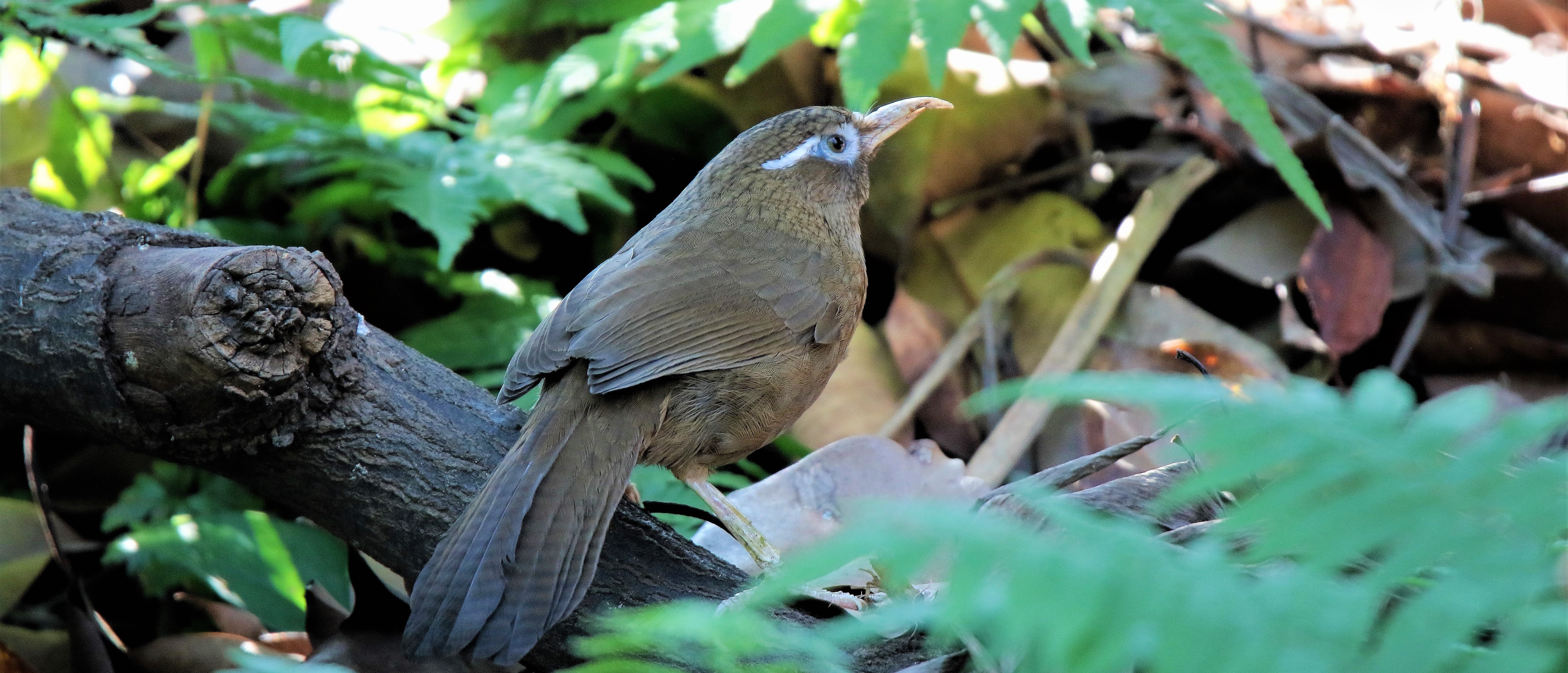
Họa Mi

## Bài hát
- Chim họa mi
- Em bé và chim họa mi
- Họa mi
- Họa mi ca
- Họa mi hót trong mưa
- Họa mi tóc nâu
- Thật là hay